# Juliusz Kalinowski
Juliusz Kalinowski (ur. 7 listopada 1888 w Warszawie, zm. 27 czerwca 1983 tamże) – polski aktor, teatralny i filmowy.

## Życiorys

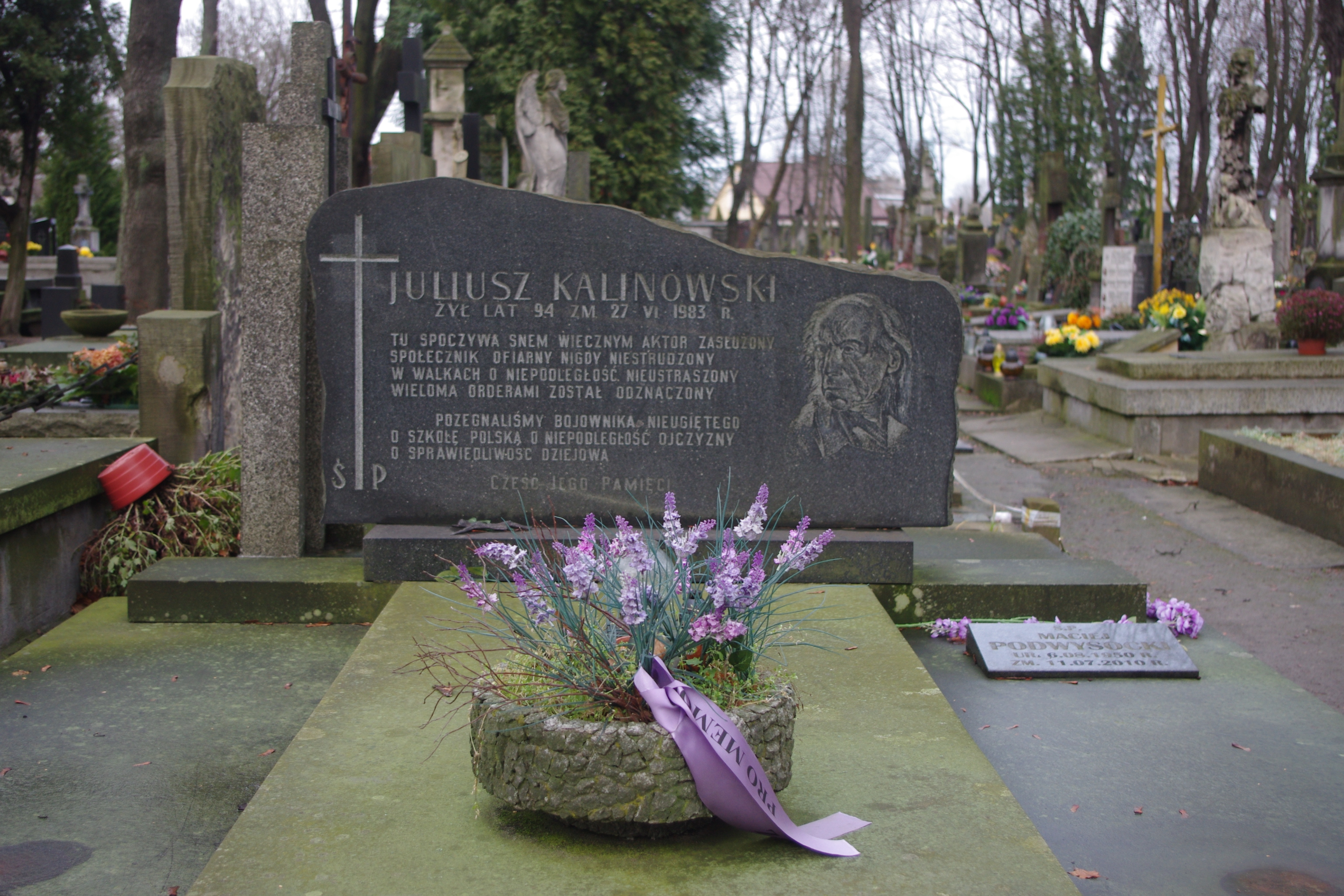
Grób aktora Juliusza Kalinowskiego na cmentarzu Powązkowskim w Warszawie

Od 1905 członek Polskiej Partii Socjalistycznej. Od 1908 był słuchaczem warszawskiej Szkoły Aplikacyjnej. W 1912 ukończył studia w Klasie Dykcji i Deklamacji przy Warszawskim Towarzystwie Muzycznym.
Przed II wojną światową występował na scenach Teatru Polskiego w Łodzi (1912–1913), Teatru Miejskiego w Kaliszu (1913–1914), Teatru Letniego w Wilnie (1915) oraz teatrów warszawskich: Teatr Praski (1915–1916), Teatr Rozmaitości (1917–1924), Teatr Polski (1924–1926 i 1935–1939), Teatr Narodowy (1926–1935). Od 1937 grał w filmach, głównie role epizodyczne. Podczas okupacji był żołnierzem Armii Krajowej.
Po wojnie występował na deskach scen warszawskich: Miejskich Teatrów Dramatycznych (1945–1948), Teatru Letniego (1948–1949), Ludowego Teatru Muzycznego (1949–1952), Teatru Ludowego (1952–1961) oraz Praskiego Teatru Ludowego (1961–1965). Całe życie łączył pracę zawodowego aktora z działalnością polityczną i społeczną. W 1921 ZASP powierzył mu zorganizowanie biblioteki przy Zarządzie Głównym. Inicjator powstania biblioteki i ofiarodawca kilkusettomowego księgozbioru.
Wystąpił również w Teatrze Telewizji, w spektaklach: Profesor Skutarewski Leonida Leonowa w reż. Konstantego Ciciszwili jako taksator (1971), Maskarada Michaiła Lermontowa w reż. Konstantego Ciciszwili jako gracz (1973) i Eryku XIV Augusta Strindberga w reż. Jerzego Gruzy jako złotnik Nigels (1979).
Zmarł w Warszawie, spoczywa na cmentarzu Powązkowskim (kwatera 79-5-30,31).

## Filmografia
- Ułan księcia Józefa (1937) – pisarz sądowy w procesie porucznika Zadory
- Profesor Wilczur (1938) – chory robotnik
- Serce matki (1938) – pracownik w biurze podróży "Orbis"
- O czym się nie mówi... (1939) – kasjer w banku
- Zakazane piosenki (1946) – śpiewak na moście
- Skarb (1948)
- Szkice węglem (1956)
- Kalosze szczęścia (1958) – oglądający kalosze w Muzeum Cudownych Przedmiotów
- Mąż swojej żony (1960) – sąsiad oglądający telewizję w mieszkaniu Karczów
- Dwaj panowie „N” (1961) – portier w hipotece
- Dziewczyna z dobrego domu (1962) – Marcin, służący hrabiego
- Głos z tamtego świata (1962) – pacjent Aksamitowskiego
- Mistrz (1966) – staruszek
- Mocne uderzenie (1966) – fotograf
- Pieczone gołąbki (1966) – Kończak, gospodarz Leopolda
- Piekło i niebo (1966) – staruszek, kandydat do roli Kostusia
- Poradnik matrymonialny (1967) – staruszek gratulujący Roksanie
- Jeszcze słychać śpiew. I rżenie koni... (1971) – stary pacjent
- Nie lubię poniedziałku (1971) – dziadek, woźny szkolny
- Poszukiwany, poszukiwana (1972) – urbanista
- Stawiam na Tolka Banana (serial telewizyjny) (1973) – starszy pan w Parku Skaryszewskim (od. 3. Julek)
- Wielka miłość Balzaka (serial telewizyjny) (1973) – uczestnik wigilii u Hańskich (odc. 3. Contessa)
- Ile jest życia (serial telewizyjny) (1974) – staruszek w pociągu jadącym na Ziemie Odzyskane (odc. 1. Już wolni)
- Koniec babiego lata (1974) – Klimek Bania
- Potop (1974) – kanclerz Oxenstierna
- Bezkresne łąki (1976) – staruszek
- Brunet wieczorową porą (1976) – dziadek
- Polskie drogi (serial telewizyjny) (1976):

● odc. 1. Misja specjalna – starzec w dworku
● odc. 3. Najspokojniejsze miejsce na świecie – staruszek z pieskiem u fotografa
- Noce i dnie (serial telewizyjny) (1977) – chłop w Serbinowie

● odc. 4. Wieczne zmartwienia
● odc. 7. Wiatr w oczy
- Młyn Lewina (Levins Muhle) (1980) – Jan Marcin
- Wojna światów – następne stulecie (1981) – starzec odprowadzany na pobranie krwi
- Krzyk (1982) – pensjonariusz

## Ordery i odznaczenia
- Order Krzyża Grunwaldu III klasy
- Krzyż Oficerski Orderu Odrodzenia Polski (1962)
- Złoty Krzyż Zasługi
- Krzyż Partyzancki
- Srebrny Krzyż Zasługi (19 marca 1931)[2]
- Medal Zwycięstwa i Wolności 1945
- Medal 10-lecia Polski Ludowej (19 stycznia 1955)[3]